# Anna Boldú
Anna Boldú (Les Franqueses del Vallès, 1984) és una empresària catalana llicenciada en Administració i direcció d'empreses per ESADE, cofundadora i CEO de Platanomelón, empresa de joguines eròtiques fundada l'any 2014. És mare de dos fills.
El 2024 guanyà el Premi MAS en la categoria d'emprenedoria. El 2025 fou inclosa a la llista Forbes de les 100 dones més influents de Catalunya.